# Actinothoe patagonica
Actinothoe patagonica is een zeeanemonensoort uit de familie Sagartiidae.
Actinothoe patagonica is voor het eerst wetenschappelijk beschreven door Carlgren in 1899.